# Рівняння Шредінгера — Ньютона
Рівняння Шредінгера — Ньютона (англ. Schrödinger–Newton equation), яке іноді називають рівнянням Ньютона — Шредінгера або рівнянням Шредінгера — Пуассона, є нелінійною модифікацією рівняння Шредінгера із ньютонівським гравітаційним потенціалом, де гравітаційний потенціал виникає внаслідок тлумачення хвильової функції як густини маси. Рівняння можна записати у вигляді окремого інтегро-диференціального рівняння або у вигляді зв'язаної системи рівнянь Шредінгера і Пуассона.
Рівняння Шредінгера — Ньютона вперше розглянули Ремо Руффіні й Сільвано Бонаццола у зв'язку з дослідженням самогравітуючих бозонних зірок. У контексті класичної загальної теорії відносності воно виникає як нерелятивістська границя рівняння Клейна — Ґордона або рівняння Дірака у викривленому просторі-часі разом із польовими рівняннями Ейнштейна.
Пізніше рівняння було запропоновано як основне рівняння моделі колапсу хвильової функції в роботах Лайоша Діоші і Роджера Пенроуза, де власне і з'явилася назва «рівняння Шредінгера — Ньютона». В цій моделі матерія має квантові властивості, але гравітація залишається класичною навіть на фундаментальному рівні. Таким чином, рівняння Шредінгера — Ньютона може бути використано для відповіді на питання, чи є необхідною квантова гравітація.
Крім того, рівняння Шредінгера — Ньютона виникає як наближення Гартрі для взаємної гравітаційної взаємодії в системі багатьох частинок. Відповідне рівняння для електромагнітної кулонівської взаємодії запропонував Філіпп Шокард в 1976 році на Симпозіумі з кулонівських систем у Лозанні, щоб описати однокомпонентну плазму. Елліот Ліб довів існування та єдиність стаціонарного основного стану для цього рівняння і дав йому назву рівняння Шокарда.

## Огляд
Як зв'язана система рівнянь, рівняння Шредінгера — Ньютона складаються зі звичайного рівняння Шредінгера з гравітаційним потенціалом:
{\displaystyle \mathrm {i} \hbar {\frac {\partial \Psi }{\partial t}}=-{\frac {\hbar ^{2}}{2m}}\nabla ^{2}\Psi +V\Psi +m\Phi \Psi ,}
де V — звичайний потенціал, а гравітаційний потенціал {\displaystyle \Phi } задовольняє рівняння Пуассона:
{\displaystyle \nabla ^{2}\Phi =4\pi Gm|\Psi |^{2}.}
Внаслідок того, що до рівняння для потенціалу входить хвильова функція, система рівнянь Шредінгера — Ньютона є нелінійною.
З іншого боку, в інтегро-диференціальній формі рівняння Шредінгера — Ньютона виглядає таким чином:
{\displaystyle \mathrm {i} \hbar {\frac {\partial \Psi }{\partial t}}=\left[-{\frac {\hbar ^{2}}{2m}}\nabla ^{2}+V-Gm^{2}\int {\frac {|\Psi (t,\mathbf {y} )|^{2}}{|\mathbf {x} -\mathbf {y} |}}\,\mathrm {d} ^{3}\mathbf {y} \right]\Psi .}
Це рівняння можна отримати з попередньої системи рівнянь шляхом інтегрування рівняння Пуассона із припущенням, що потенціал прямує до нуля на нескінченності.
З математичної точки зору, рівняння Шредінгера — Ньютона є частковим випадком рівняння Гартрі при n = 2. Рівняння зберігає більшість властивостей звичайного лінійного рівняння Шредінгера, зокрема, воно залишається інваріантним під перетвореннями Галілея, а також при зсуві фази, внаслідок чого виконується закон збереження ймовірності. Крім того, при одночасному виконанні таких перетворень:
{\displaystyle m\to \mu m,\;t\to \mu ^{-5}t,\;\;\mathbf {x} \to \mu ^{-3}\mathbf {x} ,\;\;\psi (t,\mathbf {x} )\to \mu ^{9/2}\psi (\mu ^{5}t,\mu ^{3}\mathbf {x} )}
розв'язки рівняння Шредінгера — Ньютона переводяться знову у його розв'язки. Стаціонарне рівняння, яке можна отримати звичайним методом відокремлення змінних, має нескінченно багато розв'язків, які можуть бути нормовані, з яких лише стаціонарний основний стан є стійким.

## Колапс хвильової функції
Вперше ідею про те, що гравітація спричиняє колапс хвильової функції (або принаймні впливає на цей процес певним чином), запропонував Фрідьєш Каройхазі у 1966 році. Пізніше Лайош Діоші розвинув цю ідею, запропонувавши рівняння Шредінгера — Ньютона, що встановлювало певну «межу» між мікроскопічними (квантовими) та макроскопічними (класичними) об'єктами. Стаціонарний основний стан має ширину:
{\displaystyle a_{0}\approx {\frac {\hbar ^{2}}{Gm^{3}}}.}
Для добре локалізованої гомогенної сфери, тобто сфери з хвильовою функцією центру мас, яка є достатньо вузькою в порівнянні з радіусом сфери, Діоші знайшов таку оцінку ширини хвильової функції центру мас в основному стані:
{\displaystyle a_{0}^{(R)}\approx a_{0}^{1/4}R^{3/4}.}

## Виноски
1. ↑  Ruffini R., Bonazzola S. Systems of Self-Gravitating Particles in General Relativity and the Concept of an Equation of State // Phys. Rev. — 1969. — Vol. 187, iss. 5. — P. 1767–1783.
2. ↑  Giulini D., Großardt A. The Schrödinger–Newton equation as a non-relativistic limit of self-gravitating Klein–Gordon and Dirac fields // Classical and Quantum Gravity. — 2012. — Vol. 29. — P. 215010. — arXiv:1206.4250.
3. ↑  Diósi L. Gravitation and quantum-mechanical localization of macro-objects // Phys. Lett. A. — 1984. — Vol. 105. — P. 199–202. — arXiv:1412.0201.
4. ↑  Penrose R. On Gravity's Role in Quantum State Reduction // General Relativity and Gravitation. — 1996. — Vol. 28, iss. 5. — P. 581–600.
5. ↑  Penrose R. Quantum computation, entanglement and state reduction // Phil. Trans. R. Soc. Lond. A. — 1998. — Vol. 356, iss. 1743. — P. 1927–1939.
6. ↑  Penrose R. On the Gravitization of Quantum Mechanics 1: Quantum State Reduction // Found. Phys. — 2014. — Vol. 44. — P. 557–575.
7. ↑  Carlip S. Is quantum gravity necessary? // Classical and Quantum Gravity. — 2008. — Vol. 25. — P. 154010. — arXiv:0803.3456.
8. ↑  Lieb E. H. Existence and uniqueness of the Minimizing Solution of Choquard's Nonlinear Equation // Studies of Applied Mathematics. — 1977. — Vol. 57. — P. 93–105.
9. ↑  Robertshaw O., Tod P. Lie point symmetries and an approximate solution for the Schrödinger–Newton equations // Nonlinearity. — 2006. — Vol. 19. — P. 1507–1514. — arXiv:math-ph/0509066.
10. ↑  Giulini D., Großardt A. Gravitationally induced inhibitions of dispersion according to the Schrödinger–Newton Equation // Classical and Quantum Gravity. — 2011. — Vol. 28. — P. 195026. — arXiv:1105.1921.
11. ↑  Moroz I. M., Penrose R., Tod P. Spherically-symmetric solutions of the Schrödinger–Newton equations // Classical and Quantum Gravity. — 1998. — Vol. 15. — P. 2733–2742.
12. ↑  Tod P., Moroz I. M. An analytical approach to the Schrödinger–Newton equations // Nonlinearity. — 1999. — Vol. 12. — P. 201–216.
13. ↑  Harrison R., Moroz I. M., Tod K. P. A numerical study of the Schrödinger–Newton equations // Nonlinearity. — 2003. — Vol. 16. — P. 101–122. (arXiv: math-ph/0208045, math-ph/0208046), Harrison R. A numerical study of the Schrödinger–Newton equations // PhD-дисертація, Оксфордський університет. — 2001.
14. ↑  Károlyházy F. Gravitation and Quantum Mechanics of Macroscopic Objects // Il Nuovo Cimento A. — 1966. — Vol. 42. — P. 390–402.